# Museu d'Arts Aplicades de Viena
El Museu d'Arts Aplicades de Viena (oficialment i en alemany Museum für angewandte Kunst), més conegut com a MAK, és un museu d'arts decoratives ubicat a Viena, Àustria. El museu està ubicat al Innere Stadt, al primer districte de la ciutat i forma part del conjunt d'edificis aixecats a l'entorn de la Ringstrasse, la gran avinguda vienesa.
Va ser el primer museu inaugurat en aquesta avinguda, abans del Museu d'Història de l'Art de Viena i el Museu d'Història Natural. La importància concedida a les arts decoratives en aquest gran projecte urbanístic justifica la prioritat concedida al Museu d'Arts Aplicades. L'edifici es va construir entre 1868 i 1871 segons un projecte de l'arquitecte Heinrich von Ferstel. Va ser inaugurat el mateix any 1871. Pocs anys després (1875-77) es va construït un edifici adjacent, destinat a Escola d'Arts Aplicades, segons projecte del mateix arquitecte.
El 2015 va ser conegut per ser el primer museus del món en adquirir una obra d'art fent servir la moneda bitcoin.

## Galeria

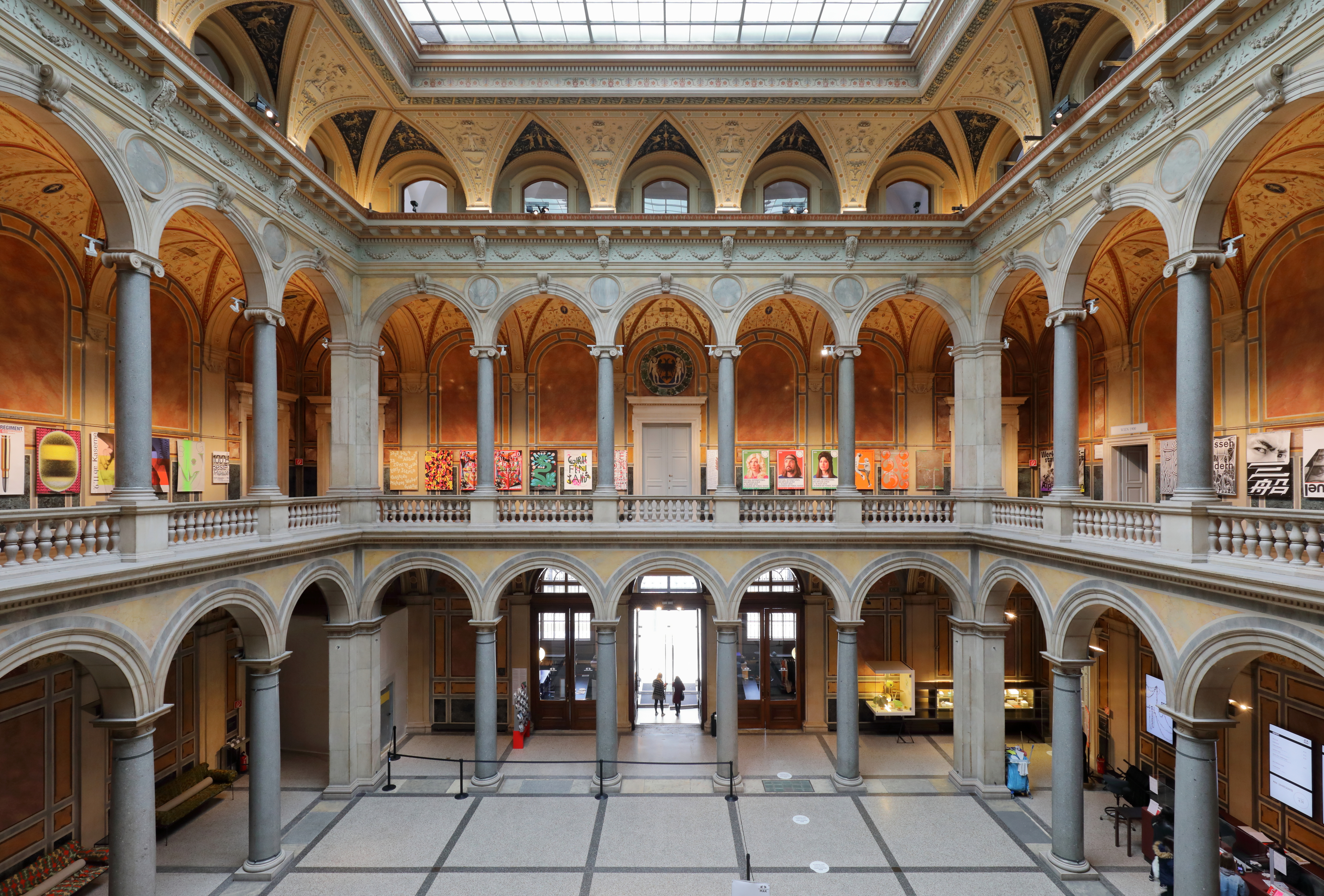
Interiors
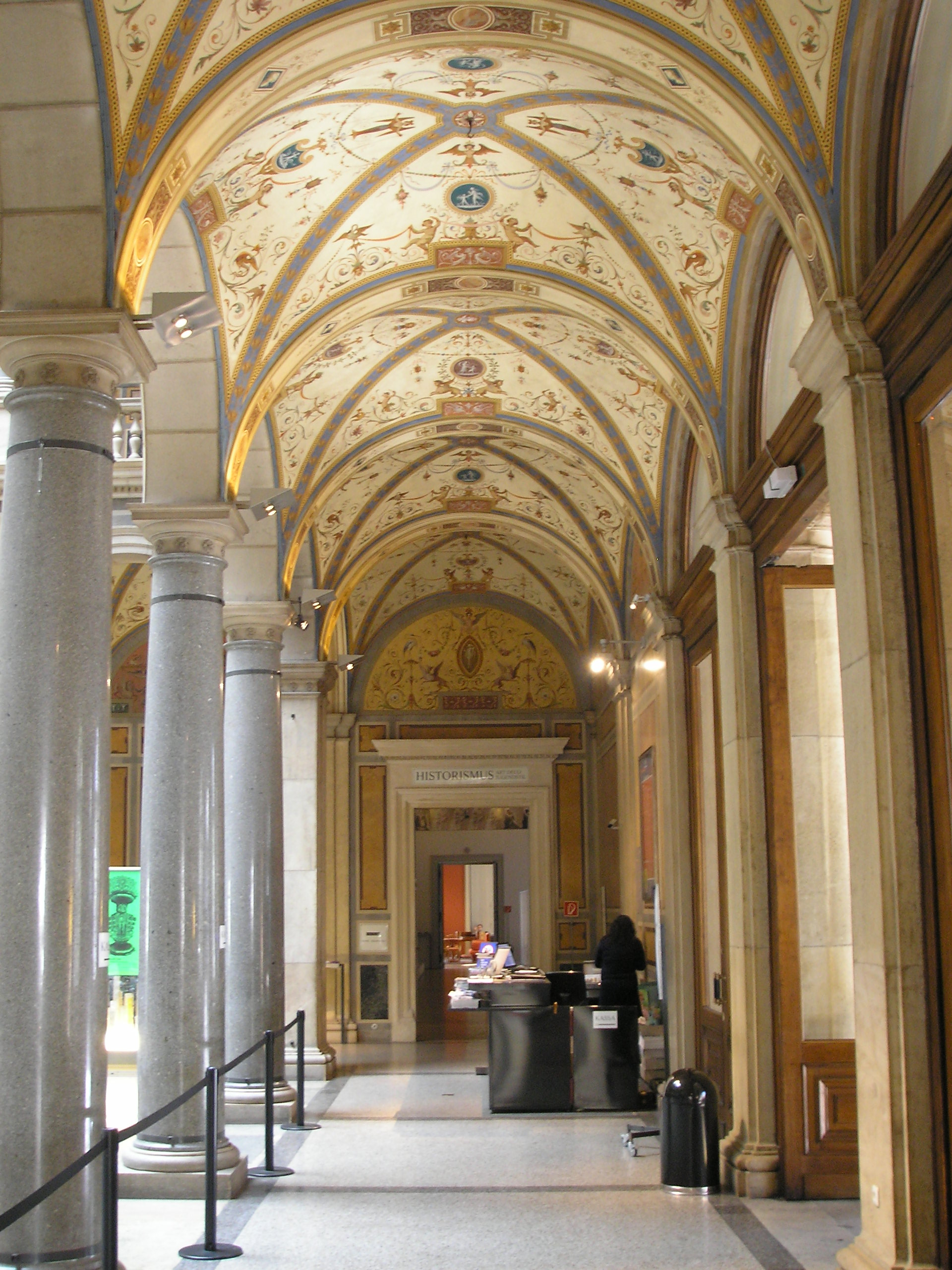
Interiors
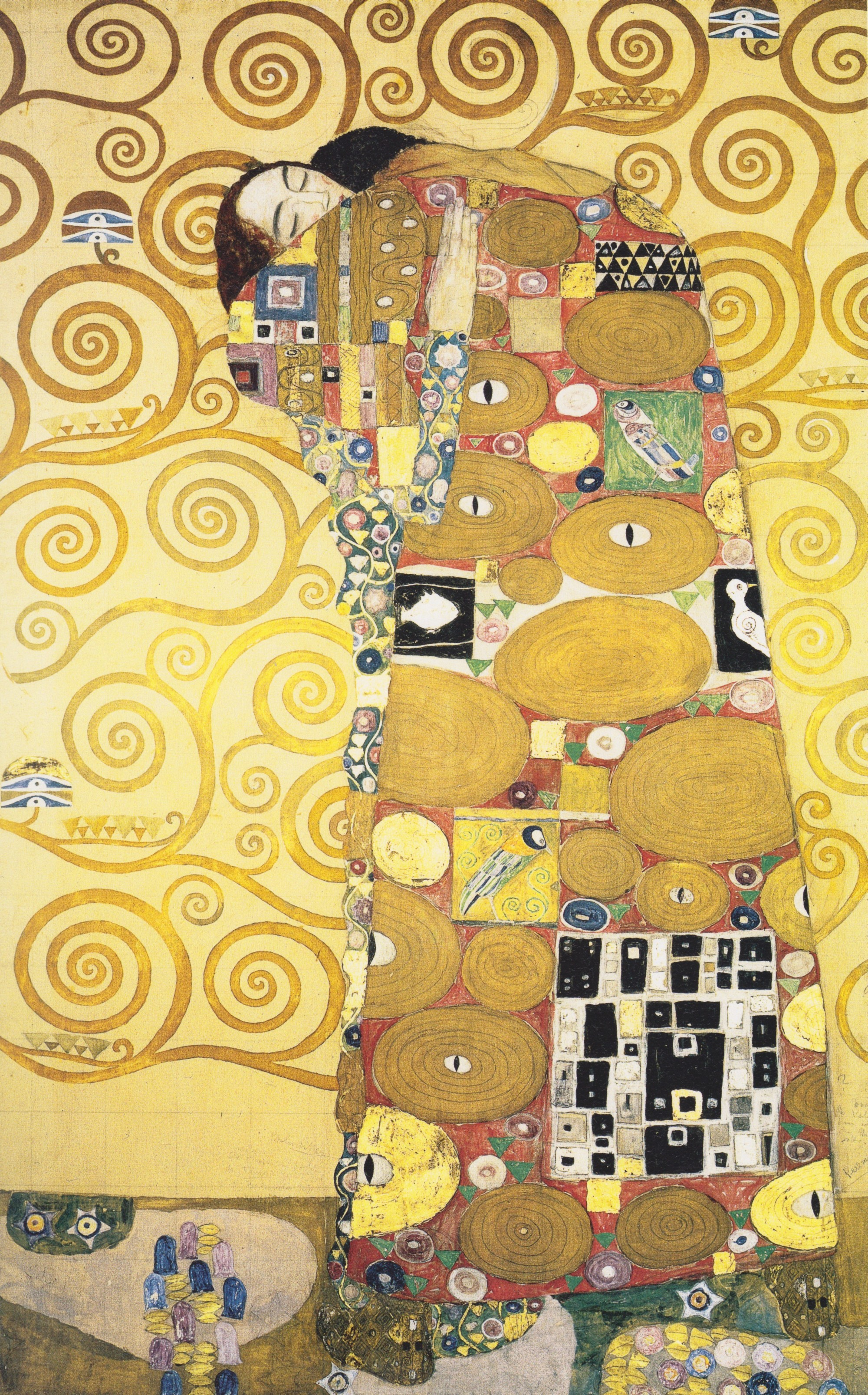
Klimt Cartoon